# 翁史烈
翁史烈（1932年5月21日—），男，浙江宁波人，中国热机专家，中国工程院院士，中国新一代热力涡轮机的开拓者之一。曾任上海交通大学校长。

## 生平
1932年出生于浙江省宁波市。1952年毕业于交通大学造船系。1962年毕业于苏联列宁格勒造船学院，获副博士学位。历任上海交通大学教授、博士生导师、校长。

## 社会兼职
上海市科学技术协会主席，国家自然科学基金委学科评审组组长。

## 荣誉
1995年当选为中国工程院院士。